# 1954 w polityce

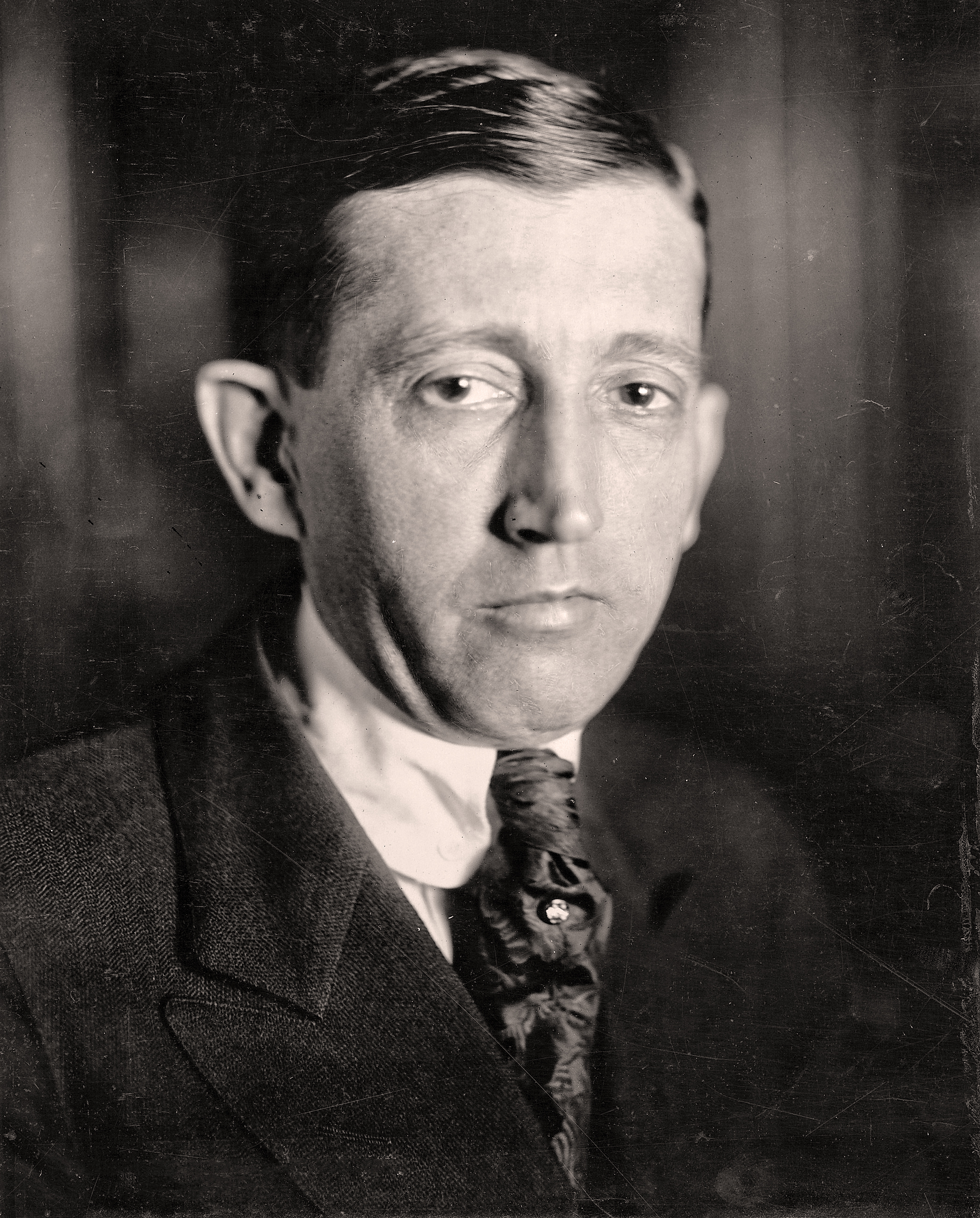
Will H. Hays

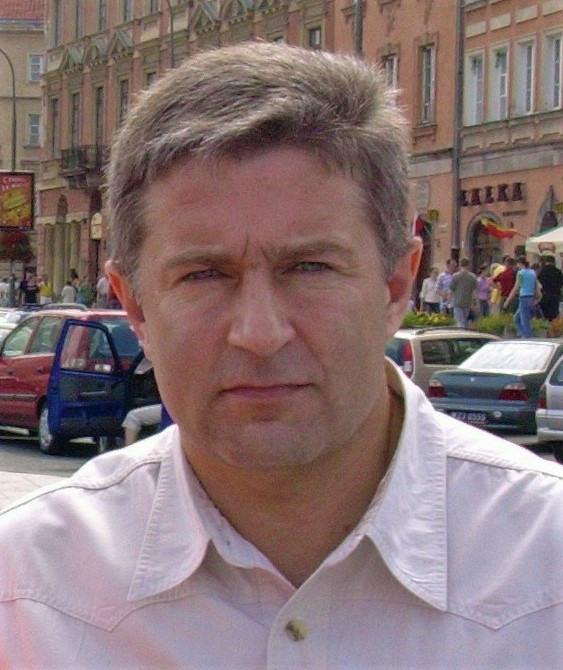
Władysław Frasyniuk

Wydarzenia polityczne w 1954 roku.

## Marzec
- 4 marca Todor Żiwkow został I sekretarzem Bułgarskiej Partii Komunistycznej[1].
- 7 marca zmarł Will H. Hays, amerykański polityk, twórca Kodeksu Haysa, zawierającego wytyczne w kwestiach cenzury obyczajowej w USA[2].

## Kwiecień
- Prezydent Stanów Zjednoczonych Dwight Eisenhower ogłosił nową doktrynę obronną kraju, zwaną New Look. Doktryna przewidywała natychmiastową reakcję wojskową na jakikolwiek atak lub zagrożenie zewnętrzne dla bezpieczeństwa USA[3].

## Maj
- 4 maja – urodził się Doug Jones, amerykański polityk, senator z Alabamy[4].
- 7 maja – po 55 dniach oblężenia skapitulowała twierdza Dien Bien Phu. Podczas walk Francja straciła ok. 20 tys. żołnierzy (zabitych lub wziętych do niewoli)[3].

## Czerwiec
- 7 czerwca – zmarł Alan Turing, brytyjski kryptolog[5], skazany za homoseksualizm[6].
- 27 czerwca – prezydent Gwatemali Jacobo Arbenz Guzmán został zmuszony do złożenia urzędu[3].

## Lipiec
- 8 lipca – szefem junty w Gwatemali, która zaczęła sprawować władzę w kraju, został pułkownik Carlos Castillo Armas[3].
- 21 lipca – Wietnam został podzielony wzdłuż 17. równoleżnika na dwie części[3].

## Wrzesień
- 8 września – Filipiny, Stany Zjednoczone, Wielka Brytania, Australia, Nowa Zelandia, Francja, Pakistan i Tajlandia podpisały akt założycielski Organizacji Paktu Azji Południowo-Wschodniej[3].

## Październik
- Pokojową Nagrodę Nobla przyznano Wysokiemu Komisarzowi Narodów Zjednoczonych do spraw Uchodźców[3].

## Listopad
- 14 listopada – Egipska Rada Rewolucyjna usunęła prezydenta Muhammada Nadżiba[3].
- 15 listopada – urodził się Aleksander Kwaśniewski, prezydent Polski urzędujący w latach 1995–2005[7].
- 25 listopada – urodził się Władysław Frasyniuk, opozycjonista[8].